# 格付業者改革法
格付業者改革法（かくづけぎょうしゃかいかくほう、英: The Credit Rating Agency Reform Act、Pub.L. 109–291）は、投資家保護と公益のために、信用格付会社業界における説明責任、透明性、競争を促進することにより、格付けの質を向上させることを目的としたアメリカ合衆国の連邦法である。
2006年9月29日にブッシュ大統領の署名を受けて制定され、1934年証券取引所法を改正して、全国的に認められた統計格付け機関（NRSRO）に証券取引委員会（SEC）への登録を義務付けた。

## 経緯
批判者たちは、大手格付け会社3社、すなわちスタンダード&プアーズ・レーティングズ・サービシズ、ムーディーズ・インベスターズ・サービス、および規模の小さいフィッチ・レーティングスの「ビッグ3」格付け会社の支配が、2006年から2008年にかけてのサブプライム住宅ローン危機の原因の一端を担っていると主張していた。これらの格付け会社は、数兆ドル規模の住宅ローン関連「構造化投資」商品の98%を格付けしていた。最高ランクであるトリプルAの格付けを受けた何千億ドルもの証券が後に「ジャンク」に格下げされ 、評価損や損失は5000億ドルを超えた。
同法は、より小規模で新しい格付け機関が「統計的格付け機関」として登録することを認めた。米国議会の意図は、より多くの格付け機関が市場に参入することで消費者の選択肢を増やすこと、また、正確で信頼性の高い格付けを奨励することにあった。

## 立法の効果
しかし、2011年6月に終了した12ヶ月間において、SECは、ビッグ3が依然として信用格付け全体の97％を発行しており、2007年の98％から減少していることを明らかにした。McClatchy Newspapersは、「その崩壊が2007年の金融危機につながった種類の複雑な住宅ローン証券の格付けにおいて、ほとんど競争が生じていない」ことを明らかにした。
批判者たちは、格付け機関を「全国的に認知された統計的格付け機関」に指定する基準は、「大手格付け機関3社のうちの1社のまだ特定されていない関係者」によって書かれたものであり、「少なくとも1社の潜在的な競争相手が認可を勝ち取るのを妨げ、他の競争相手は申請する気さえ失せた」ほど難しいものであると不満を表明している。批判者によれば、この法律は「既存企業に非常に有利な奇妙な障壁」を設定し、SECが認めた機関として「若いプレーヤーが資格を得ることを異例に難しく」し、「格付けビジネスで最も儲かる部分」である仕組商品において「いかなる新しい競争にも絶対的に門戸を閉ざした」。